# Tarak Dhiab

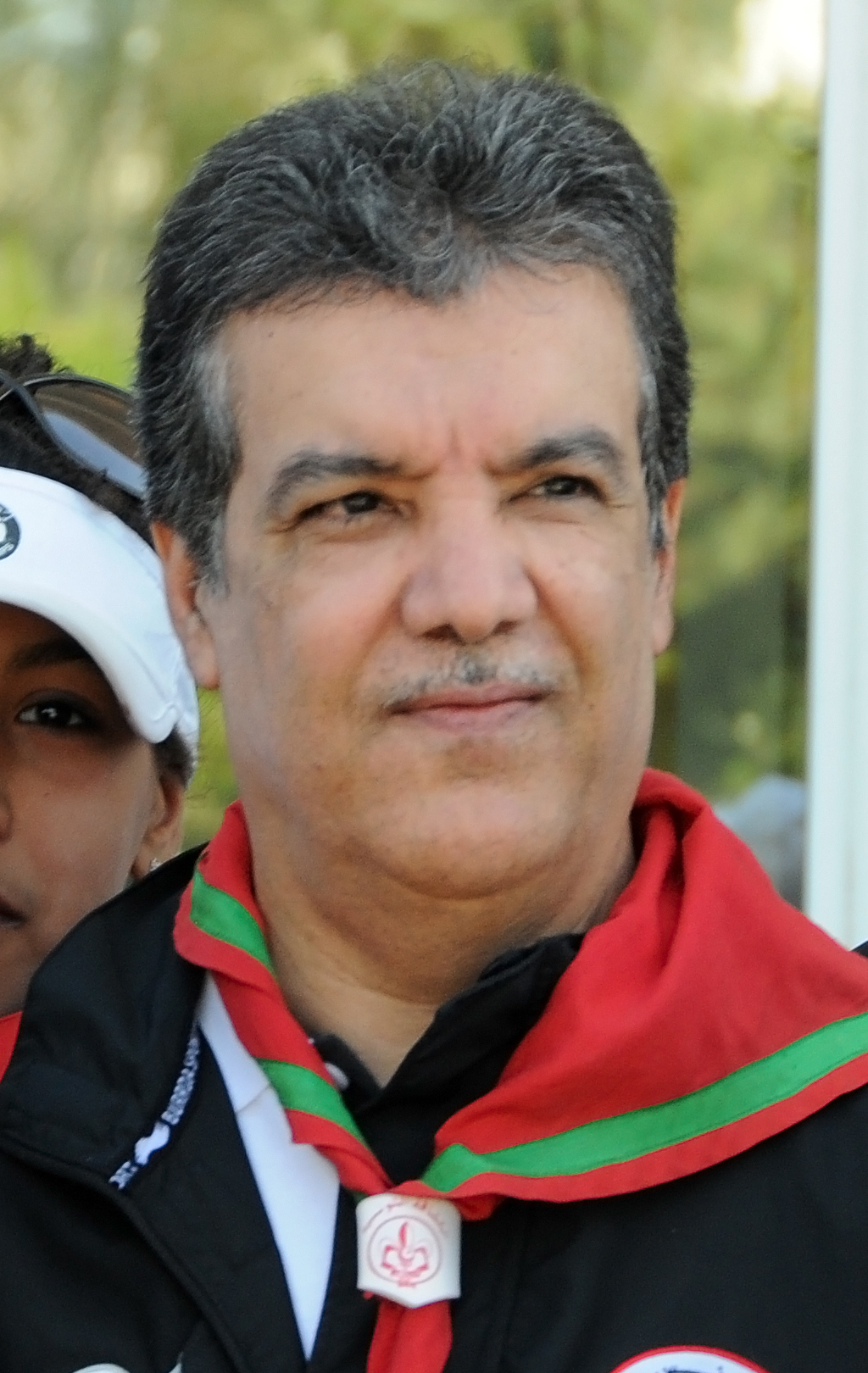
Tarak Dhiab im Mai 2012

Tarak Dhiab (arabisch طارق ذياب Tariq Dhiyab, DMG Ṭāriq Ḏiyāb; * 15. Juli 1954 in Tunis) ist ein ehemaliger tunesischer Fußballspieler, Trainer und derzeitiger Minister für Jugend und Sport.

## Laufbahn
Dhiab gilt als einer der größten Fußballer Afrikas. Der Mittelfeldspieler wurde für seine Spielintelligenz gerühmt; er gilt als einer der besten Spielmacher Afrikas aller Zeiten.
1977 wurde er – als bisher einziger Spieler seines Landes – zu Afrikas Fußballer des Jahres gekürt. Im selben Jahr gelang der tunesischen Nationalmannschaft erstmals die Qualifikation für eine Weltmeisterschaft. Bei der WM 1978 scheiterte die Mannschaft mit ihm als Spielmacher mit nur einer Niederlage gegen Polen nur knapp hinter Deutschland. Dabei spielte er alle drei Partien.
Mitte der 1980er-Jahre wechselte der in seinem Heimatland nur für Espérance Tunis, mit denen er mehrere Meistertitel und Pokalsiege feierte, Aktive nach Saudi-Arabien zu al-Ahli, wo er zum besten Spieler gewählt wurde.
Nachdem er bereits seinen Rücktritt aus der Nationalmannschaft erklärt hatte, kehrte er 1987 noch einmal zurück und schaffte die Qualifikation für die Olympischen Spiele 1988. 1990 verabschiedete er sich nach einem 1:1-Unentschieden gegen England endgültig von der Landesauswahl.
1992 beendete er bei einem Freundschaftsspiel gegen Juventus Turin seine Karriere bei seinem Stammverein Espérance Sportive. Seither ist er beim tunesischen Verband und als Fußballexperte bei Al Jazeera aktiv.
Nach der Revolution in seinem Heimatland am 14. Januar 2011 wurde Tarak Dhiab nach den ersten demokratischen Wahlen im Oktober 2011 in der Regierung von Hamadi Jebali Minister für Jugend und Sport.